# 명통감
《명통감》(明通鑑)은 동치제 때 관리 하섭(夏燮, 1800년 - 1875년)이 동치 원년(1862년)에 완성된 편년체 사서이다. 《자치통감(資治通鑑)》과 《속자치통감(續資治通鑑)》의 후속으로 편찬된 사서이다.

## 개요
명통감이 편찬된 사유는 《명사(明史)》라는 정사가 존재하였으나, 명사에는 왜곡된 내용과 부실한 내용이 존재하였다. 이러한 것을 고쳐쓰기 위하여 사마광의 《자치통감》등을 참고하여 통감을 편찬하였다. 
《명통감》의 사료로서의 가치는 다른 통감 역사서와 다르게, 명나라 역사서의 1차적인 사료인 《명실록(明實錄)》과 정사인 《명사》 등의 명나라의 사서들이 현재까지 전해지면서 명통감의 사료 가치는 상대적으로 가치가 적다. 또한 다른 통감 사서하고는 다르게 재상급 관리가 쓴 역사서가 아닌 것도 한 몫을 하였다.
구성으로는 전기(前紀) 4권, 명기(明紀) 90권, 부기(附記) 6권(분권 8권)으로 총 100권(102권)으로 구성되었다.

## 목록

### 권수
| 부제 | 목록                                                           | 비고 |
| ---- | -------------------------------------------------------------- | ---- |
| 권수 | 여주련양명경론수명통감서(與朱蓮洋明經論修明通鑑書), 의례(義例) |      |

### 전기(前紀)
| ###  | ###    | 시작 시기 (음력)                                              | 최종 시기 (음력)                                                  | 비고 |
| ---- | ------ | ------------------------------------------------------------- | ----------------------------------------------------------------- | ---- |
| 권 1 | 전기 1 | 1352년 2월 (원 혜종 지정(至正) 12년)                          | 1358년 12월 (원 혜종 지정(至正) 18년 /한송 소명왕 용봉(龍鳳) 4년) |      |
| 권 2 | 전기 2 | 1359년 (원 혜종 지정(至正) 19년 /한송 소명왕 용봉(龍鳳) 5년)  | 1363년 (원 혜종 지정(至正) 23년 /한송 소명왕 용봉(龍鳳) 9년)      |      |
| 권 3 | 전기 3 | 1364년 (원 혜종 지정(至正) 24년 /한송 소명왕 용봉(龍鳳) 10년) | 1366년 (원 혜종 지정(至正) 26년 /한송 소명왕 용봉(龍鳳) 12년)     |      |
| 권 4 | 전기 4 | 1367년 1월 (원 혜종 지정(至正) 27년 /서오 오왕 오(吳) 원년)   | 1367년 12월 (원 혜종 지정(至正) 27년 /서오 오왕 오(吳) 원년)      |      |

### 명기(明紀)
- 명기 ① (1368년 - 1398년)

| ###   | ###     | 시작 시기 (음력)                                                | 최종 시기 (음력)                                                 | 비고 |
| ----- | ------- | --------------------------------------------------------------- | ---------------------------------------------------------------- | ---- |
| 권 5  | 명기 1  | 1368년 1월 (명 태조 홍무(洪武) 원년 /북원 혜종 지정(至正) 28년) | 1368년 12월 (명 태조 홍무(洪武) 원년 /북원 혜종 지정(至正) 28년) |      |
| 권 6  | 명기 2  | 1369년 1월 (명 태조 홍무(洪武) 2년 /북원 혜종 지정(至正) 29년)  | 1369년 12월 (명 태조 홍무(洪武) 2년 /북원 혜종 지정(至正) 29년)  |      |
| 권 7  | 명기 3  | 1370년 1월 (명 태조 홍무(洪武) 3년 /북원 혜종 지정(至正) 30년)  | 1370년 12월 (명 태조 홍무(洪武) 3년 /북원 혜종 지정(至正) 30년)  |      |
| 권 8  | 명기 4  | 1371년 (명 태조 홍무(洪武) 4년 /북원 소종 선광(宣光) 원년)      | 1372년 (명 태조 홍무(洪武) 5년 /북원 소종 선광(宣光) 2년)        |      |
| 권 9  | 명기 5  | 1373년 (명 태조 홍무(洪武) 6년 /북원 소종 선광(宣光) 3년)       | 1375년 (명 태조 홍무(洪武) 8년 /북원 소종 선광(宣光) 5년)        |      |
| 권 10 | 명기 6  | 1376년 (명 태조 홍무(洪武) 9년 /북원 소종 선광(宣光) 6년)       | 1379년 (명 태조 홍무(洪武) 12년 /북원 천원제 천원(天元) 원년)    |      |
| 권 11 | 명기 7  | 1380년 (명 태조 홍무(洪武) 13년 /북원 천원제 천원(天元) 2년)    | 1382년 (명 태조 홍무(洪武) 15년 /북원 천원제 천원(天元) 4년)     |      |
| 권 12 | 명기 8  | 1383년 (명 태조 홍무(洪武) 16년 /북원 천원제 천원(天元) 5년)    | 1385년 (명 태조 홍무(洪武) 18년 /북원 천원제 천원(天元) 7년)     |      |
| 권 13 | 명기 9  | 1386년 (명 태조 홍무(洪武) 19년 /북원 천원제 천원(天元) 8년)    | 1389년 (명 태조 홍무(洪武) 22년)                                 |      |
| 권 14 | 명기 10 | 1390년 (명 태조 홍무(洪武) 23년)                                | 1394년 (명 태조 홍무(洪武) 27년)                                 |      |
| 권 15 | 명기 11 | 1395년 (명 태조 홍무(洪武) 28년)                                | 1398년 (명 태조 홍무(洪武) 31년)                                 |      |

- 명기 ② (1399년 - 1435년)

| ###   | ###     | 시작 시기 (음력)                    | 최종 시기 (음력)                      | 비고 |
| ----- | ------- | ----------------------------------- | ------------------------------------- | ---- |
| 권 16 | 명기 12 | 1399년 (명 혜제 건문(建文) 원년)    | 1401년 (명 혜제 건문(建文) 3년)       |      |
| 권 17 | 명기 13 | 1402년 1월 (명 혜제 건문(建文) 3년) | 1402년 12월 (명 성조 홍무(洪武) 35년) |      |
| 권 18 | 명기 14 | 1403년 (명 성조 영락(永樂) 원년)    | 1405년 (명 성조 영락(永樂) 3년)       |      |
| 권 19 | 명기 15 | 1406년 (명 성조 영락(永樂) 4년)     | 1410년 (명 성조 영락(永樂) 8년)       |      |
| 권 20 | 명기 16 | 1411년 (명 성조 영락(永樂) 9년)     | 1417년 (명 성조 영락(永樂) 15년)      |      |
| 권 21 | 명기 17 | 1418년 (명 성조 영락(永樂) 16년)    | 1423년 (명 성조 영락(永樂) 21년)      |      |
| 권 22 | 명기 18 | 1424년 (명 성조 영락(永樂) 22년)    | 1425년 (명 인종 홍희(洪熙) 원년)      |      |
| 권 23 | 명기 19 | 1426년 (명 선종 선덕(宣德) 원년)    | 1427년 (명 선종 선덕(宣德) 2년)       |      |
| 권 24 | 명기 20 | 1428년 (명 선종 선덕(宣德) 3년)     | 1430년 (명 선종 선덕(宣德) 5년)       |      |
| 권 25 | 명기 21 | 1431년 (명 선종 선덕(宣德) 6년)     | 1435년 (명 선종 선덕(宣德) 10년)      |      |

- 명기 ③ (1436년 - 1464년)

| ###   | ###     | 시작 시기 (음력)                     | 최종 시기 (음력)                      | 비고 |
| ----- | ------- | ------------------------------------ | ------------------------------------- | ---- |
| 권 26 | 명기 22 | 1436년 (명 영종 정통(正統) 원년)     | 1440년 (명 영종 정통(正統) 5년)       |      |
| 권 27 | 명기 23 | 1441년 (명 영종 정통(正統) 6년)      | 1447년 (명 영종 정통(正統) 12년)      |      |
| 권 28 | 명기 24 | 1448년 (명 영종 정통(正統) 13년)     | 1449년 (명 영종 정통(正統) 14년)      |      |
| 권 29 | 명기 25 | 1450년 (명 경제 경태(景泰) 원년)     | 1451년 (명 경제 경태(景泰) 2년)       |      |
| 권 30 | 명기 26 | 1452년 (명 경제 경태(景泰) 3년)      | 1454년 (명 경제 경태(景泰) 5년)       |      |
| 권 31 | 명기 27 | 1455년 (명 경제 경태(景泰) 6년)      | 1457년 (명 영종 복위 천순(天順) 원년) |      |
| 권 32 | 명기 28 | 1458년 (명 영종 복위 천순(天順) 2년) | 1461년 (명 영종 복위 천순(天順) 5년)  |      |
| 권 33 | 명기 29 | 1462년 (명 영종 복위 천순(天順) 6년) | 1464년 (명 영종 복위 천순(天順) 8년)  |      |

- 명기 ④ (1465년 - 1505년)

| ###   | ###     | 시작 시기 (음력)                 | 최종 시기 (음력)                 | 비고 |
| ----- | ------- | -------------------------------- | -------------------------------- | ---- |
| 권 34 | 명기 30 | 1465년 (명 헌종 성화(成化) 원년) | 1467년 (명 헌종 성화(成化) 3년)  |      |
| 권 35 | 명기 31 | 1468년 (명 헌종 성화(成化) 4년)  | 1470년 (명 헌종 성화(成化) 6년)  |      |
| 권 36 | 명기 32 | 1471년 (명 헌종 성화(成化) 7년)  | 1474년 (명 헌종 성화(成化) 10년) |      |
| 권 37 | 명기 33 | 1475년 (명 헌종 성화(成化) 11년) | 1478년 (명 헌종 성화(成化) 14년) |      |
| 권 38 | 명기 34 | 1479년 (명 헌종 성화(成化) 15년) | 1483년 (명 헌종 성화(成化) 19년) |      |
| 권 39 | 명기 35 | 1484년 (명 헌종 성화(成化) 20년) | 1487년 (명 헌종 성화(成化) 23년) |      |
| 권 40 | 명기 36 | 1488년 (명 효종 홍치(弘治) 원년) | 1490년 (명 효종 홍치(弘治) 3년)  |      |
| 권 41 | 명기 37 | 1491년 (명 효종 홍치(弘治) 4년)  | 1494년 (명 효종 홍치(弘治) 7년)  |      |
| 권 42 | 명기 38 | 1495년 (명 효종 홍치(弘治) 8년)  | 1498년 (명 효종 홍치(弘治) 11년) |      |
| 권 43 | 명기 39 | 1499년 (명 효종 홍치(弘治) 12년) | 1502년 (명 효종 홍치(弘治) 15년) |      |
| 권 44 | 명기 40 | 1503년 (명 효종 홍치(弘治) 16년) | 1505년 (명 효종 홍치(弘治) 18년) |      |

- 명기 ⑤ (1506년 - 1521년)

| ###   | ###     | 시작 시기 (음력)                     | 최종 시기 (음력)                      | 비고 |
| ----- | ------- | ------------------------------------ | ------------------------------------- | ---- |
| 권 45 | 명기 41 | 1506년 1월 (명 무종 정덕(正德) 원년) | 1506년 12월 (명 무종 정덕(正德) 원년) |      |
| 권 46 | 명기 42 | 1507년 (명 무종 정덕(正德) 2년)      | 1508년 (명 무종 정덕(正德) 3년)       |      |
| 권 47 | 명기 43 | 1509년 (명 무종 정덕(正德) 4년)      | 1510년 (명 무종 정덕(正德) 5년)       |      |
| 권 48 | 명기 44 | 1511년 (명 무종 정덕(正德) 6년)      | 1512년 (명 무종 정덕(正德) 7년)       |      |
| 권 49 | 명기 45 | 1513년 (명 무종 정덕(正德) 8년)      | 1514년 (명 무종 정덕(正德) 9년)       |      |
| 권 50 | 명기 46 | 1515년 (명 무종 정덕(正德) 10년)     | 1516년 (명 무종 정덕(正德) 11년)      |      |
| 권 51 | 명기 47 | 1517년 (명 무종 정덕(正德) 12년)     | 1518년 (명 무종 정덕(正德) 13년)      |      |
| 권 52 | 명기 48 | 1519년 1월 (명 무종 정덕(正德) 14년) | 1519년 12월 (명 무종 정덕(正德) 14년) |      |
| 권 53 | 명기 49 | 1520년 (명 무종 정덕(正德) 15년)     | 1521년 (명 무종 정덕(正德) 16년)      |      |

- 명기 ⑥ (1522년 - 1541년)

| ###   | ###     | 시작 시기 (음력)                    | 최종 시기 (음력)                     | 비고 |
| ----- | ------- | ----------------------------------- | ------------------------------------ | ---- |
| 권 54 | 명기 50 | 1522년 (명 세종 가정(嘉靖) 원년)    | 1523년 (명 세종 가정(嘉靖) 2년)      |      |
| 권 55 | 명기 51 | 1524년 1월 (명 세종 가정(嘉靖) 3년) | 1524년 12월 (명 세종 가정(嘉靖) 3년) |      |
| 권 56 | 명기 52 | 1525년 (명 세종 가정(嘉靖) 4년)     | 1526년 (명 세종 가정(嘉靖) 5년)      |      |
| 권 57 | 명기 53 | 1527년 1월 (명 세종 가정(嘉靖) 6년) | 1527년 12월 (명 세종 가정(嘉靖) 6년) |      |
| 권 58 | 명기 54 | 1528년 (명 세종 가정(嘉靖) 7년)     | 1529년 (명 세종 가정(嘉靖) 8년)      |      |
| 권 59 | 명기 55 | 1530년 (명 세종 가정(嘉靖) 9년)     | 1532년 (명 세종 가정(嘉靖) 11년)     |      |
| 권 60 | 명기 56 | 1533년 (명 세종 가정(嘉靖) 12년)    | 1536년 (명 세종 가정(嘉靖) 15년)     |      |
| 권 61 | 명기 57 | 1537년 (명 세종 가정(嘉靖) 16년)    | 1541년 (명 세종 가정(嘉靖) 20년)     |      |

- 명기 ⑦ (1542년 - 1572년)

| ###   | ###     | 시작 시기 (음력)                 | 최종 시기 (음력)                 | 비고 |
| ----- | ------- | -------------------------------- | -------------------------------- | ---- |
| 권 62 | 명기 58 | 1542년 (명 세종 가정(嘉靖) 21년) | 1546년 (명 세종 가정(嘉靖) 25년) |      |
| 권 63 | 명기 59 | 1547년 (명 세종 가정(嘉靖) 26년) | 1550년 (명 세종 가정(嘉靖) 29년) |      |
| 권 64 | 명기 60 | 1551년 (명 세종 가정(嘉靖) 30년) | 1554년 (명 세종 가정(嘉靖) 33년) |      |
| 권 65 | 명기 61 | 1555년 (명 세종 가정(嘉靖) 34년) | 1558년 (명 세종 가정(嘉靖) 37년) |      |
| 권 66 | 명기 62 | 1559년 (명 세종 가정(嘉靖) 38년) | 1562년 (명 세종 가정(嘉靖) 41년) |      |
| 권 67 | 명기 63 | 1563년 (명 세종 가정(嘉靖) 42년) | 1566년 (명 세종 가정(嘉靖) 45년) |      |
| 권 68 | 명기 64 | 1567년 (명 목종 융경(隆慶) 원년) | 1569년 (명 목종 융경(隆慶) 3년)  |      |
| 권 69 | 명기 65 | 1570년 (명 목종 융경(隆慶) 4년)  | 1572년 (명 목종 융경(隆慶) 6년)  |      |

- 명기 ⑧ (1573년 - 1607년)

| ###   | ###     | 시작 시기 (음력)                 | 최종 시기 (음력)                 | 비고 |
| ----- | ------- | -------------------------------- | -------------------------------- | ---- |
| 권 70 | 명기 66 | 1573년 (명 신종 만력(萬曆) 원년) | 1577년 (명 신종 만력(萬曆) 5년)  |      |
| 권 71 | 명기 67 | 1578년 (명 신종 만력(萬曆) 6년)  | 1582년 (명 신종 만력(萬曆) 10년) |      |
| 권 72 | 명기 68 | 1583년 (명 신종 만력(萬曆) 11년) | 1588년 (명 신종 만력(萬曆) 16년) |      |
| 권 73 | 명기 69 | 1589년 (명 신종 만력(萬曆) 17년) | 1592년 (명 신종 만력(萬曆) 20년) |      |
| 권 74 | 명기 70 | 1593년 (명 신종 만력(萬曆) 21년) | 1595년 (명 신종 만력(萬曆) 23년) |      |
| 권 75 | 명기 71 | 1596년 (명 신종 만력(萬曆) 24년) | 1598년 (명 신종 만력(萬曆) 26년) |      |
| 권 76 | 명기 72 | 1599년 (명 신종 만력(萬曆) 27년) | 1602년 (명 신종 만력(萬曆) 30년) |      |
| 권 77 | 명기 73 | 1603년 (명 신종 만력(萬曆) 31년) | 1607년 (명 신종 만력(萬曆) 35년) |      |

- 명기 ⑨ (1608년 - 1627년)

| ###   | ###     | 시작 시기 (음력)                                               | 최종 시기 (음력)                                                | 비고 |
| ----- | ------- | -------------------------------------------------------------- | --------------------------------------------------------------- | ---- |
| 권 78 | 명기 74 | 1608년 (명 신종 만력(萬曆) 36년)                               | 1613년 (명 신종 만력(萬曆) 41년)                                |      |
| 권 79 | 명기 75 | 1614년 (명 신종 만력(萬曆) 42년)                               | 1618년 (명 신종 만력(萬曆) 46년 /후금 태조 천명(天命) 3년)      |      |
| 권 80 | 명기 76 | 1619년 (명 신종 만력(萬曆) 47년 /후금 태조 천명(天命) 4년)     | 1620년 (명 광종 태창(泰昌) 원년 /후금 태조 천명(天命) 5년)      |      |
| 권 81 | 명기 77 | 1621년 1월 (명 희종 천계(天啓) 원년 /후금 태조 천명(天命) 6년) | 1621년 12월 (명 희종 천계(天啓) 원년 /후금 태조 천명(天命) 6년) |      |
| 권 82 | 명기 78 | 1622년 (명 희종 천계(天啓) 2년 /후금 태조 천명(天命) 7년)      | 1623년 (명 희종 천계(天啓) 3년 /후금 태조 천명(天命) 8년)       |      |
| 권 83 | 명기 79 | 1624년 (명 희종 천계(天啓) 4년 /후금 태조 천명(天命) 9년)      | 1625년 (명 희종 천계(天啓) 5년 /후금 태조 천명(天命) 10년)      |      |
| 권 84 | 명기 80 | 1626년 (명 희종 천계(天啓) 6년 /후금 태조 천명(天命) 11년)     | 1627년 (명 희종 천계(天啓) 7년 /후금 태종 천총(天聰) 원년)      |      |

- 명기 ⑩ (1628년 - 1644년)

| ###   | ###     | 시작 시기 (음력)                                                | 최종 시기 (음력)                                                | 비고 |
| ----- | ------- | --------------------------------------------------------------- | --------------------------------------------------------------- | ---- |
| 권 85 | 명기 81 | 1628년 (명 장렬제 숭정(崇禎) 원년 /후금 태종 천총(天聰) 2년)    | 1629년 (명 장렬제 숭정(崇禎) 2년 /후금 태종 천총(天聰) 3년)     |      |
| 권 86 | 명기 82 | 1630년 (명 장렬제 숭정(崇禎) 3년 /후금 태종 천총(天聰) 4년)     | 1631년 (명 장렬제 숭정(崇禎) 4년 /후금 태종 천총(天聰) 5년)     |      |
| 권 87 | 명기 83 | 1632년 (명 장렬제 숭정(崇禎) 5년 /후금 태종 천총(天聰) 6년)     | 1633년 (명 장렬제 숭정(崇禎) 6년 /후금 태종 천총(天聰) 7년)     |      |
| 권 88 | 명기 84 | 1634년 (명 장렬제 숭정(崇禎) 7년 /후금 태종 천총(天聰) 8년)     | 1635년 (명 장렬제 숭정(崇禎) 8년 /후금 태종 천총(天聰) 9년)     |      |
| 권 89 | 명기 85 | 1636년 (명 장렬제 숭정(崇禎) 9년 /청 태종 숭덕(崇德) 원년)      | 1637년 (명 장렬제 숭정(崇禎) 10년 /청 태종 숭덕(崇德) 2년)      |      |
| 권 90 | 명기 86 | 1638년 (명 장렬제 숭정(崇禎) 11년 /청 태종 숭덕(崇德) 3년)      | 1639년 (명 장렬제 숭정(崇禎) 12년 /청 태종 숭덕(崇德) 4년)      |      |
| 권 91 | 명기 87 | 1640년 (명 장렬제 숭정(崇禎) 13년 /청 태종 숭덕(崇德) 5년)      | 1641년 (명 장렬제 숭정(崇禎) 14년 /청 태종 숭덕(崇德) 6년)      |      |
| 권 92 | 명기 88 | 1642년 1월 (명 장렬제 숭정(崇禎) 15년 /청 태종 숭덕(崇德) 7년)  | 1642년 12월 (명 장렬제 숭정(崇禎) 15년 /청 태종 숭덕(崇德) 7년) |      |
| 권 93 | 명기 89 | 1643년 1월 (명 장렬제 숭정(崇禎) 16년 /청 태종 숭덕(崇德) 8년)  | 1643년 12월 (명 장렬제 숭정(崇禎) 16년 /청 태종 숭덕(崇德) 8년) |      |
| 권 94 | 명기 90 | 1644년 1월 (명 장렬제 숭정(崇禎) 17년 /청 세조 순치(順治) 원년) | 1644년 4월 (명 장렬제 숭정(崇禎) 17년 /청 세조 순치(順治) 원년) |      |

### 부기(附記)
| ###    | ###    | 시작 시기 (음력)                                                 | 최종 시기 (음력)                                                  | 비고 |
| ------ | ------ | ---------------------------------------------------------------- | ----------------------------------------------------------------- | ---- |
| 권 95  | 부기 1 | 1644년 5월 (청 세조 순치(順治) 원년 /명 장렬제 숭정(崇禎) 17년)  | 1644년 12월 (청 세조 순치(順治) 원년 /명 장렬제 숭정(崇禎) 17년)  |      |
| 권 96  | 부기 2 | 1645년 1월 (청 세조 순치(順治) 2년 /남명 홍광제 홍광(弘光) 원년) | 1645년 12월 (청 세조 순치(順治) 2년 /남명 융무제 융무(隆武) 원년) |      |
| 권 97  | 부기 3 | 1646년 1월 (청 세조 순치(順治) 3년 /남명 융무제 융무(隆武) 2년)  | 1646년 12월 (청 세조 순치(順治) 3년 /남명 융무제 융무(隆武) 2년)  |      |
| 권 98  | 부기 4 | 1647년 (청 세조 순치(順治) 4년 /남명 영력제 영력(永曆) 원년)     | 1647년 (청 세조 순치(順治) 5년 /남명 영력제 영력(永曆) 2년)       |      |
| 권 99  | 부기 5 | 1649년 (청 세조 순치(順治) 6년 /남명 영력제 영력(永曆) 3년)      | 1651년 (청 세조 순치(順治) 8년 /남명 영력제 영력(永曆) 5년)       |      |
| 권 100 | 부기 6 | 1652년 (청 세조 순치(順治) 9년 /남명 영력제 영력(永曆) 6년)      | 1683년 (청 성조 강희(康熙) 22년 /동녕국 영력(永曆) 37년)          |      |

## 같이 보기
- 자치통감(資治通鑑)
- 속자치통감(續資治通鑑)
- 명사(明史)